# 周卓奇
周卓奇（英語：Chow cheuk-ki，1995年—），前任香港東區區議會上耀東選區議員。

## 政治生涯
2019年區議會選舉，以368票之差勝出，其對手香港工會聯合會的吳清清，成為上耀東選區由2000年至今第一位民主派區議員。